# Vương miện Nhà nước Hoàng gia
Vương miện Nhà nước Hoàng gia (tiếng Anh: Imperial State Crown) là một trong những Vương miện Hoàng gia của Vương quốc Anh và tượng trưng cho chủ quyền của quốc vương.
Chiếc vương miện này đã tồn tại dưới nhiều mẫu khác nhau từ thế kỷ XV. Phiên bản hiện tại được làm vào năm 1937 và được nhà vua đội lên đầu sau khi đăng quang (Vương miện Thánh Edward đã được sử dụng để trao vương miện cho quốc vương trong lễ đăng quang) và được sử dụng tại Lễ khai mạc Quốc hội.
Vương miện được trang trí bởi 2.901 viên đá quý, bao gồm viên kim cương Cullinan II, St Edward's Sapphire, Stuart Sapphire và Ruby Vương tử Đen.

## Lịch sử